# Монте-Кристи
Монте-Кристи (исп. Monte Cristi) — провинция на северо-западе Доминиканской Республики. Столицей является город Сан-Фернандо-де-Монте-Кристи (обычно просто Монте-Кристи).

## История
Монте-Кристи был основан Николасом де Овандо в 1506 году и заселён в 1533 году Хуаном де Боланьосом и 63 семьями с Канарских островов. Впоследствии они мигрировали в разные части страны, оставив город. Позже он был заселён заново и стал богатым портовым городом в середине-конце XVI века.
В 1600-х годах побережье Монте-Кристи было рассадником пиратства в Вест-Индии. В 1756 году город стал процветающим торговым центром и оставался таковым до начала XX века. В последней четверти XIX века в Монте-Кристи наблюдался экономический подъём.
Город был в авангарде многих достижений, включая первый акведук, первую железную дорогу и телефон. Была предпринята масштабная задача по изменению русла реки Яке-дель-Норте, которая изменила своё первоначальное русло после катаклизма 1802 года. Город привлекал людей не только из Санто-Доминго, Сантьяго, Пуэрто-Платы и других населённых пунктов, но и иностранцев (англичан, французов, испанцев, китайцев, американцев, южноамериканцев и островитян с других Антильских островов).
В 1895 году в доме Гомеса на улице Мелья Максимо Гомес и Хосе Марти подписали манифест Монте-Кристи. Они отплыли с пляжа Ла Гранха, также расположенного в Монте–кристи, на Кубу, чтобы бороться за её независимость.
Экономический упадок Монте-Кристи начался с сокращения спроса на сырьё в Европе, трудностей в доме Хименеса, из-за которых диктатор Улисес Эро был вынужден бежать от своего политического соперника Хуана Исидро Хименеса, а затем из-за проблем, вызванных Первой мировой войной.
8 апреля 2025 года губернатор провинции Нельси Крус погиб при обрушении крыши в ночном клубе Санто-Доминго.

## Муниципалитеты и муниципальные районы
По состоянию на 20 июня 2006 года, провинция разделена на шесть муниципалитетов (municipio), а в пределах муниципалитетов — на четыре муниципальных района (distrito municipal — D.M.):
- Вилья-Васкес
- Гуаюбин
  - Атильо-Палма (D.M.)
  - Вилья-Элиса (D.M.)
  - Кана-Чапетон (D.M.)
- Кастаньюэла
  - Пало-Верде (D.M.)
- Лас-Матас-де-Санта-Крус
- Пепильо-Сальседо
- Сан-Фернандо-де-Монте-Кристи

Население по муниципалитетам на 2012 год (сортируемая таблица):
| № | Название                     | Общее население | Городское население | Сельское население |
| - | ---------------------------- | --------------- | ------------------- | ------------------ |
| 1 | Вилья-Васкес                 | 15 245          | 12 191              | 3054               |
| 2 | Гуаюбин                      | 32 586          | 5899                | 26 687             |
| 3 | Кастаньюэла                  | 14 878          | 4005                | 10 873             |
| 4 | Лас-Матас-де-Санта-Крус      | 18 756          | 9515                | 9241               |
| 5 | Пепильо-Сальседо             | 11 588          | 4983                | 6605               |
| 6 | Сан-Фернандо-де-Монте-Кристи | 42 657          | 26 868              | 15 789             |
|   | Провинция Монте-Кристи       | 135 710         | 63 461              | 72 249             |